# 彭利和
彭利和（4世紀—5世紀），五胡十六国后秦洮阳公。
416年，西秦王乞伏炽磐进攻彭利和，沮渠蒙逊进攻西秦的石泉，来援救彭利和。乞伏炽磐军至沓中，听到消息返回。二月，乞伏炽磐命襄武侯乞伏昙达援救石泉，沮渠蒙逊也带兵返回，和乞伏炽磐通婚讲和。419年，西秦左卫将军乞伏匹达率军讨伐彭利和据守的漒川，彭利和败军，单枪匹马逃奔仇池。妻儿被乞伏匹达俘虏。十月，西秦任命尚书右仆射王松寿为益州刺史，镇守漒川。